# Fern Lake Trail
Pour les articles homonymes, voir Fern.
Le Fern Lake Trail est un sentier de randonnée américain dans le comté de Larimer, au Colorado. Il est situé au sein du parc national de Rocky Mountain, où il dessert le lac Fern. Il est lui-même inscrit au Registre national des lieux historiques depuis le 28 février 2005.